# Лабастид-Монрежо
Лабасти́д-Монрежо́ (фр. Labastide-Monréjeau) — коммуна во Франции, находится в регионе Аквитания. Департамент — Атлантические Пиренеи. Входит в состав кантона Арти-э-Пеи-де-Субестр. Округ коммуны — По.
Код INSEE коммуны — 64290.

## География
Коммуна расположена приблизительно в 650 км к югу от Парижа, в 165 км южнее Бордо, в 17 км к северо-западу от По.

### Климат
Климат тёплый океанический. Зима мягкая, средняя температура января — от +5°С до +13°С, температуры ниже −10 °C бывают редко. Снег выпадает около 15 дней в году с ноября по апрель. Максимальная температура летом порядка 20-30 °C, выше 35 °C бывает очень редко. Количество осадков высокое, порядка 1100 мм в год. Характерна безветренная погода, сильные ветры очень редки.

## Население
Население коммуны на 2010 год составляло 536 человек.
| 1962 | 1968 | 1975 | 1982 | 1990 | 1999 | 2010 |
| ---- | ---- | ---- | ---- | ---- | ---- | ---- |
| 151  | 180  | 190  | 194  | 304  | 349  | 536  |

## Администрация
| Период | Период | Фамилия          | Партия | Примечания |
| ------ | ------ | ---------------- | ------ | ---------- |
| 1995   | 2001   | Бернар Ног       |        |            |
| 2001   | 2014   | Ив Пьеднуар      |        |            |
| 2014   | 2020   | Жан-Симон Леблан |        |            |

## Экономика
В 2010 году среди 349 человек трудоспособного возраста (15-64 лет) 273 были экономически активными, 76 — неактивными (показатель активности — 78,2 %, в 1999 году было 73,1 %). Из 273 активных жителей работали 259 человек (147 мужчин и 112 женщин), безработных было 14 (6 мужчин и 8 женщин). Среди 76 неактивных 36 человек были учениками или студентами, 18 — пенсионерами, 22 были неактивными по другим причинам.

## Достопримечательности
- Церковь Св. Иоанна (XVII век)[4]